# قرنفل دقيق السداة
القرنفل دقيق السداة (باللاتينية: Dianthus micranthus) نوع نباتي من جنس القرنفل من الفصيلة القرنفلية.

## الموئل والانتشار
موطن هذا النوع بلاد الشام وتركيا.

## مرادفات للاسم العلمي
- (باللاتينية: Dianthus haussknechtii Boiss.)